# Diocèse de Noto
Le diocèse de Noto (en latin : Diœcesis Netensis ; en italien : Diocesi di Noto) est un diocèse de l'Église catholique en Italie, suffragant de l'archidiocèse de Syracuse et appartenant à la région ecclésiastique de Sicile.

## Territoire

région ecclésiastique de Sicile avec le diocèse de Noto en rouge

Le diocèse est situé dans la partie sud du libre consortium municipal de Syracuse et dans une partie du libre consortium municipal de Raguse. Les autres parties de ces consortiums se trouvant respectivement dans l'archidiocèse de Syracuse dont Noto est suffragant et dans le diocèse de Raguse. Son territoire couvre 1 355 km2 divisé en 98 paroisses et regroupées en 8 archidiaconés.
Le siège épiscopal est à Noto où est la cathédrale Saint Nicolas, celle-ci est élevée au rang de basilique mineure le 21 janvier 2012 par Benoît XVI. Dans la même ville, l'ermitage de Notre Dame échelle du paradis est un lieu de pèlerinage célèbre où les catholiques vénèrent une Vierge à l'enfant qui est reconnue patronne du diocèse le 23 novembre 1963 par Paul VI par le bref Scandere  cœlum  datur ; le même endroit  conserve le corps du vénérable Jérôme Nunzio Matteo Terzo, un carme de l'antique observance. Dans la vallée de Pizzoni, près de Noto, se trouve l'église du bienheureux Conrad de Plaisance, co-patron du diocèse.

## Histoire
Noto demande l'érection d'un diocèse à plusieurs reprises au cours de son histoire, une demande est faite le 14 juin 1433 au pape Eugène IV et encore le 22 janvier 1450 à Nicolas V. D'autres initiatives ont lieu en 1594 et en 1609. L'obstacle à la réalisation de ce désir étant l'opposition des évêques de Syracuse. La naissance du diocèse de Noto fait partie du projet d'extension des diocèses siciliens décidé par le parlement de Sicile et présenté au roi Ferdinand III le 5 avril 1778. Le roi, favorable au projet, confie la tâche à la députation du Royaume d'étudier la possibilité de le réaliser mais ce dessein est interrompu lors de la Révolution française et repris par le parlement sicilien le 24 mars 1802 lorsqu'une nouvelle demande est présentée pour la réorganisation des diocèses siciliens, toujours accueillie favorablement par le même roi mais qui a pris le nom de Ferdinand Ier après la création du royaume des Deux-Siciles.
L'opposition à la création du nouveau diocèse vient principalement des archevêques de Syracuse. En 1840, à la suite de la mort de Mgr Giuseppe Amorelli laissant le siège épiscopal vacant, le roi Ferdinand II, en profite demander au Saint-Siège d'ériger le diocèse de Noto. Le diocèse est érigé le 15 mai 1844 par le pape Grégoire XVI par la bulle Gravissimum sane munus en prenant une portion du territoire du diocèse de Syracuse.
Les premiers évêques s'impliquent dans l'organisation du nouveau diocèse par l'acquisition des principales structures diocésaines, l'inauguration de nouveaux bâtiments ecclésiastiques, sur la catéchèse, sur la formation des laïcs, sur l'alphabétisation, sur la connaissance et l'unification du diocèse avec des visites pastorales". En 1851, le séminaire est fondé par Mgr Naselli, tandis qu'en 1855, l'évêque Mario Giuseppe Mirone acquiert une partie du Palazzo Trigona Cannicarao comme siège épiscopal. D'autres évêques apportent leurs pierres à l'organisation du diocèse : Mgr Giovanni Blandini (1875-1913) confie la direction du séminaire aux jésuites puis aux lazaristes ; Mgr Giuseppe Vizzini (1913-1935) assume directement la direction du séminaire et organise le premier synode diocésain en 1923. En 1950, avec l'érection du diocèse de Raguse, Noto risque la suppression mais une réorganisation territoriale arrange les choses.

## Évêques de Noto
- Giuseppe Menditto (1844-1849)
- Giovanni Battista Naselli, C.O (1851-1853) nommé archevêque de Palerme.
- Mario Giuseppe Mirone (1853-1864)
  - siège vacant (1864-1872)
- Benedetto Lavecchia Guarnieri, O.F.M.Obs (1872-1875) nommé archevêque de Syracuse.
- Giovanni Blandini (1875-1913)
- Giuseppe Vizzini (1913-1935)
- Angelo Calabretta (it) (1936-1970) nommé évêque titulaire de Vergi (de)
- Salvatore Nicolosi (1970-1998)
- Giuseppe Malandrino (1998-2007)
- Mariano Crociata (2007-2008) nommé secrétaire général de la conférence épiscopale italienne.
- Antonio Staglianò (it) (2009-   )

## Sources
- (it) Cet article est partiellement ou en totalité issu de l’article de Wikipédia en italien intitulé « Diocesi di Noto » (voir la liste des auteurs).
- (en) Catholic Hierarchy